# Calceolaria atahualpae
Calceolaria atahualpae är en toffelblomsväxtart. Calceolaria atahualpae ingår i släktet toffelblommor, och familjen toffelblomsväxter.

## Underarter
Arten delas in i följande underarter:
- C. a. atahualpae
- C. a. witasekiana